# San Ferdinando (Nápoly)
A San Ferdinando templom Nápoly történelmi központjában, a Piazza Trieste e Trentón.

## Története
Az eredetileg igen díszes külsejű, ma igen egyszerű homlokzatú templomot 1665-ben építették a jezsuiták számára. Xavéri Szent Ferenc tiszteletére épült (olaszul San Francesco Saverio), aki Loyolai Szent Ignác mellett a jezsuiták rendjének egyik alapítója volt. Miután a jezsuitákat 1767-ben kiűzték Nápolyból, a templom az egyik lovagrend tulajdonába került és hálából a királyról nevezték el. A 19. század elején egy egyházi társaság tulajdonába került át. Itt komponálta Pergolesi a világhírű Stabat Materét. A templom belsejét Assisi Szent Ferenc életét bemutató freskók díszítik.